# Satellitenfunk

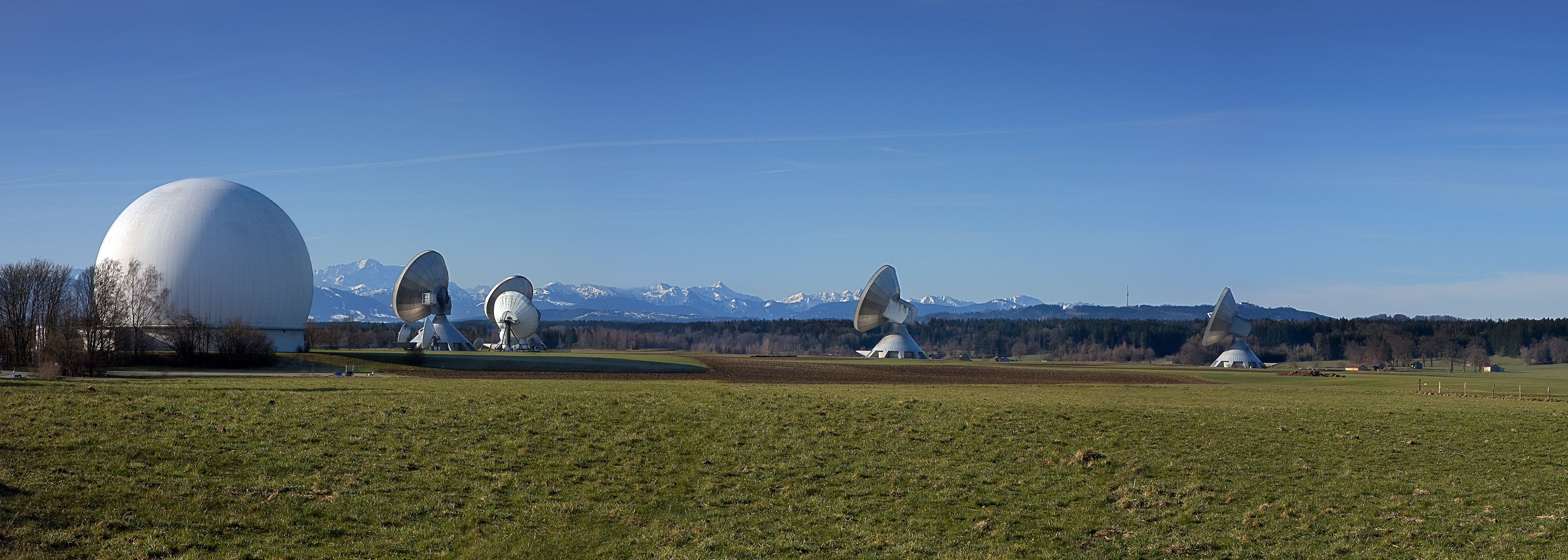
Erdfunkstelle Raisting für Satellitenfunk, Bayern

Satellitenfunk umfasst alle Funkanwendungen, die zur technischen Kommunikation über, beziehungsweise mit Satelliten oder satellitengestützten Netzen erforderlich sind. Die verwendeten Funkstellen, Empfangsanlagen und Speiseverbindungen dürfen dazu Frequenzbereiche nutzen, die den entsprechenden Funkdiensten zugewiesen sind. Die Funkverbindung zu Satelliten in der Erdumlaufbahn ist beschränkt durch die Opazität der Ionosphäre, also  allgemein verständlich die Fähigkeit des Durchdringens der elektromagnetischen Welle der Erdatmosphäre, um überhaupt in der Erdumlaufbahn befindliche Satelliten zu erreichen. Umgekehrt wäre ohne eine Reflexion der elektromagnetischen Welle an den Schichten der Atmosphäre, bedingt durch die Krümmung der Erde, eine direkte Funkverbindung quer über den Erdball von beispielsweise Berlin, Deutschland nach Kapstadt, Südafrika gar nicht möglich.

## Satellitenfunkanwendungen und Systeme
Zum Satellitenfunk zählen u. a. folgende Anwendungen und Systeme:
| Nr. | Funkanwendung            | Beschreibung                                                                         |
| --- | ------------------------ | ------------------------------------------------------------------------------------ |
| 1   | Satellitenfunksystem     | Weltraumfunksystem, in dem ein oder mehrere künstliche Erdsatelliten benutzt werden. |
| 2   | Weltraumfunksystem       | Siehe auch : Weltraumfunksystem                                                      |
| 3   | Satellitenfunknetz       |                                                                                      |
| 4   | Satellitenfunkverbindung |                                                                                      |
| 5   | Speiseverbindung         | Siehe auch : Speiseverbindung                                                        |

## Funkstellen
Im Satellitenfunk können u. a. folgende Funkstellen Verwendung finden.
| Nr. | Funkstelle                                                | Beschreibung                                                                                  |
| --- | --------------------------------------------------------- | --------------------------------------------------------------------------------------------- |
| 1   | Erdfunkstelle                                             | → Hauptartikel : Erdfunkstelle                                                                |
| 2   | Weltraumfunkstelle                                        | → Hauptartikel : Weltraumfunkstelle                                                           |
| 3   | Mobile Erdfunkstelle                                      | → Hauptartikel : Mobile Erdfunkstelle                                                         |
| 4   | Ortsfeste Erdfunkstelle                                   | Erdfunkstelle des festen Funkdienstes über Satelliten                                         |
| 5   | Ortsfeste Landfunkstelle                                  | Ortsfeste Funkstelle des mobilen Landfunkdienstes                                             |
| 6   | Ortsfeste Landerdfunkstelle                               | Erdfunkstelle des festen Funkdienstes über Satelliten                                         |
| 7   | Mobile Erdfunkstelle des Landfunkdienstes über Satelliten | → Hauptartikel : Mobile Erdfunkstelle des Landfunkdienstes über Satelliten                    |
| 8   | Küstenerdfunkstelle                                       | Erdfunkstelle des festen Funkdienstes über Satelliten                                         |
| 9   | Schiffserdfunkstelle                                      | → Hauptartikel : Schiffserdfunkstelle                                                         |
| 10  | Bodenerdfunkstelle                                        | Erdfunkstelle des festen Funkdienstes über Satelliten                                         |
| 11  | Luftfahrzeugerdfunkstelle                                 | mobile Erdfunkstelle des mobilen Flugfunkdienstes über Satelliten an Bord eines Luftfahrzeugs |
| 12  | Satellitenfunkbake zur Kennzeichnung der Notposition      | → Hauptartikel : Satellitenfunkbake zur Kennzeichnung der Notposition                         |

## Geschichte
1929 erschien Herman Potočniks Buch Das Problem der Befahrung des Weltraums – der Raketenmotor unter dem Pseudonym Hermann Noordung, wo er die Idee beschreibt, Raumstationen und Satelliten in der geostationären Umlaufbahn zu platzieren.
1945 wurde der Artikel Extra-terrestrial Relays in der wissenschaftlichen Zeitschrift Wireless World veröffentlicht, in dem der Brite Arthur C. Clarke die Idee aufgriff, geostationäre Satelliten zur technischen Kommunikation zu nutzen. Am 4. Oktober 1957 wurde mit Sputnik 1 durch die UdSSR der erste künstliche Satellit in die Umlaufbahn geschickt. Am 23. Januar 1962 wurde über den Kommunikationssatelliten Telstar die erste Fernsehübertragung aus den USA nach Europa übertragen. Da Telstar eine elliptische Umlaufbahn hatte, dauerte die Übertragung nur wenige Minuten. 1963 gelang es den USA mit dem Syncom-Projekt den ersten Kommunikationssatelliten in einer geosynchronen Umlaufbahn zu platzieren.
1965 wurde der erste kommerzielle, geostationäre Kommunikationssatellit Intelsat 1 (Spitzname Early Bird) in Betrieb genommen. Die Kommunikation erfolgte Punkt-zu-Punkt zwischen zwei Erdefunkstellen mit 30 m Parabolantennen. 1974 strahlte der ATS 6 (Applications Technology Satellite) der USA Schulungsprogramme für ca. 2.400 Dörfer in Indien aus. Antennen waren 3 m große Parabolspiegel aus Maschendraht (Windlast).
1978 startete die ESA mit dem Orbital Test Satellite ihren ersten Kommunikationssatelliten. 1979 erfolgte eine Fernsehübertragung von Frankreich nach Tunesien mit 3 m großen Parabolantennen. 1982 wurde Eutelsat zur Vermarktung und zum Betrieb europäischer Kommunikationssatelliten gegründet. Am 1. Dezember 1984 ging das deutschsprachige Satelliten-Kulturprogramm 3sat in Betrieb.
1989 begannen ASTRA 1A, DFS Kopernikus 1 und TVSat 2 mit ihrem Sendebetrieb. 1991 wurde der Satellitenempfang in Österreich genehmigungsfrei. 1995 starteten Eutelsat, HotBird, digitale Fernsehübertragung und digitales Radio (Astra Digital Radio (ADR)). Seit 1997 ist der Internetzugang per Satellit in Downlink-Richtung möglich.